# Agelaea trinervis
Agelaea trinervis là một loài thực vật có hoa trong họ Connaraceae. Loài này được (Llanos) Merr. mô tả khoa học đầu tiên năm 1918.